# Robert Marjolin

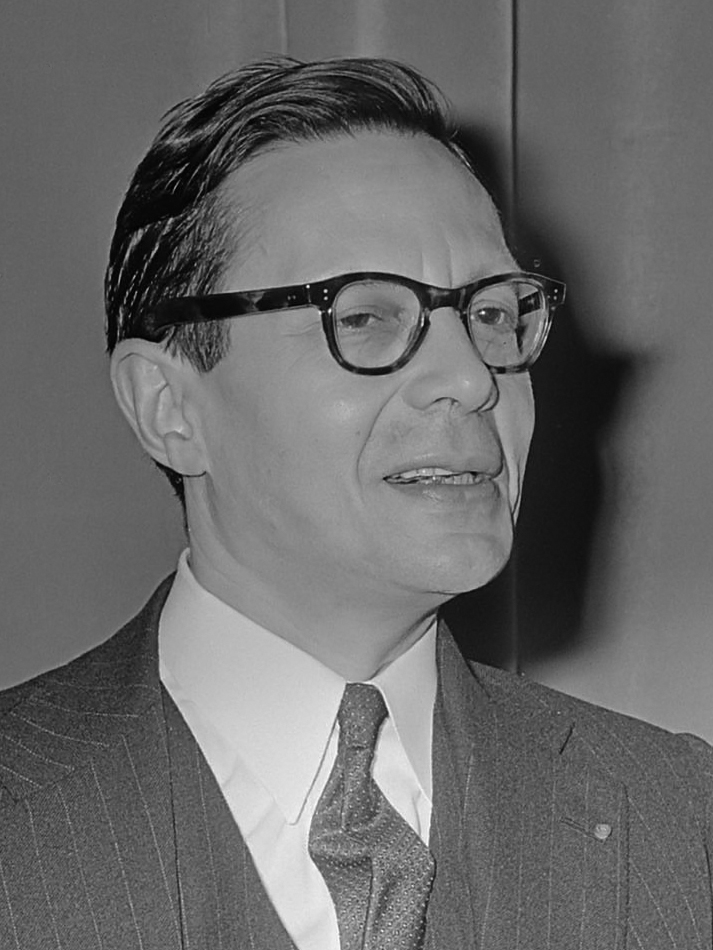
Robert Marjolin (1964)

Robert Ernest Marjolin (* 27. Juli 1911 in Paris; † 15. April 1986 in Paris) war ein französischer Europapolitiker.
Robert Majolin wurde als Sohn eines Sattlermeisters geboren und musste mit 14 Jahren in Paris die Schule verlassen, um Geld zu verdienen. Neben der Arbeit besuchte er Abendschulen und konnte sich so schließlich an der Sorbonne einschreiben. Ein Stipendium der Rockefeller-Stiftung ermöglichte ihm 1931 ein Studium der Soziologie und der Wirtschaftswissenschaften an der amerikanischen Yale University. 1934 schloss er beide Studiengänge mit dem Staatsexamen ab. 1936 legte er auch das Staatsexamen der Rechtswissenschaft ab und promovierte in diesem Fach. Ab 1938 arbeitete er als Chefassistent von Charles Rist am wirtschaftswissenschaftlichen Institut in Paris. Seine Forschung in dieser Zeit sowie seine spätere politische Arbeit war stark vom amerikanischen New Deal beeinflusst: Marjolin befasste sich vor allem mit Produktions- und Preisentwicklung sowie Währungspolitik.
Nach dem Sieg Deutschlands über Frankreich im Zweiten Weltkrieg schloss sich Marjolin dem Beraterstab der französischen Exilregierung unter Charles de Gaulle in Großbritannien an. Dort war er für wirtschaftliche Fragen zuständig und entwarf bereits in der Endphase des Krieges Wiederaufbaupläne für Frankreich und ganz Europa. 1943 vertrat er die Exilregierung in Washington als Leiter einer Einkaufsmission. Dort lernte er auch seine spätere Frau kennen, eine amerikanische Malerin. Versuche aus der amerikanischen Wirtschaft, ihn für eine führende Position zu gewinnen, lehnte er ab.
Nach dem Krieg wurde Marjolin zunächst Leiter der Außenhandelsabteilung im französischen Wirtschaftsministerium und dann Staatssekretär beim Beauftragten für den französischen Wiederaufbau. In dieser Funktion stellte er die Weichen für die wirtschaftliche Entwicklung Frankreichs in den folgenden Jahrzehnten. So setzte er im Gegensatz zu Ludwig Erhard in Deutschland auf eine stärkere Lenkung der Wirtschaft durch den Staat. Dieser Gegensatz sollte das Verhältnis der französischen zur deutschen Wirtschaftspolitik im restlichen 20. Jahrhundert bestimmen. Darüber hinaus befasste Marjolin sich vor allem mit der Verwendung der Marshallplan-Hilfen in Europa. Im August 1947 veröffentlichte er eine entsprechende Denkschrift, die im US-Parlament Einfluss auf die weiteren Hilfen für Europa entfaltete. 1948 wurde Robert Marjolin zum Generalsekretär der Organisation für Europäische Wirtschaftliche Zusammenarbeit (OEEC) ernannt. Vor allem in den letzten Jahren seiner Tätigkeit versuchte er die Organisation von ihrem Kurs hin zu einer rein technokratischen Behörde zur Verwaltung der europäischen Wirtschaftsbeziehungen abzubringen. Vielmehr wollte er politisch aktiv werden, um ausgehend von der Wirtschaft eine zunehmend auch politische Integration Europas zu erreichen. Ende 1954 reichte er überraschend seinen Rücktritt vom Generalsekretariat der OEEC ein, mit der Begründung, er wolle kein „internationaler Beamter“ werden.
Nach diesem Schritt war Robert Marjolin für kurze Zeit Kabinettschef im französischen Außenministerium unter Pineau und Wirtschaftsprofessor an der Universität Nancy. Bei den Verhandlungen über den EWG-Vertrag ab 1955 führte er die französische Delegation an. Dabei legte er besonderen Wert auf die Festschreibung einer gemeinsamen Konjunktur-, Finanz- und Währungspolitik und bekam dabei insbesondere die Unterstützung des deutschen Delegationsleiters Alfred Müller-Armack sowie dessen Stellvertreters Hans von der Groeben.
1958 wurde er als Verantwortlicher für Wirtschaft und Finanzen sowie für Außenbeziehungen und Wettbewerb in die EWG-Kommission unter Walter Hallstein aufgenommen. Im November 1962 kandidierte Marjolin für die Sozialisten bei der französischen Parlamentswahl, was im Erfolgsfall sein Ausscheiden aus der Kommission bedeutet hätte. Die Kandidatur war aber aussichtslos.

## Ehrungen
- 1955: Großes Verdienstkreuz mit Stern und Schulterband der Bundesrepublik Deutschland
- 1963: Mitglied der American Academy of Arts and Sciences